# Žárovná
Žárovná är en ort i Tjeckien.   Den ligger i regionen Södra Böhmen, i den sydvästra delen av landet, 120 km söder om huvudstaden Prag. Žárovná ligger 721 meter över havet och antalet invånare är 110.
Terrängen runt Žárovná är kuperad. Runt Žárovná är det ganska glesbefolkat, med 22 invånare per kvadratkilometer. Närmaste större samhälle är Prachatice, 8,0 km sydost om Žárovná. I omgivningarna runt Žárovná växer i huvudsak blandskog.